# Коротякська сільська рада
| Коротякська сільська рада — колишній орган місцевого самоврядування у Компаніївському районі Кіровоградської області з адміністративним центром у с. Коротяк. Сільській раді були підпорядковані населені пункти: - с. Коротяк - с. Бузова - с. Морквина |

## Склад ради
Рада складалася з 16 депутатів та голови.

### Керівний склад ради
| ПІБ                       | Основні відомості                                                                       | Дата обрання | Дата звільнення |
| ------------------------- | --------------------------------------------------------------------------------------- | ------------ | --------------- |
| Вашко Володимир Іванович  | Сільський голова, 1957 року народження, освіта, безпартійний                            | 26.03.2006   | 31.10.2010      |
| Лукасевич Марія Василівна | Сільський голова, 1959 року народження, освіта середня спеціальна, член народної партії | 31.10.2010   |                 |

Примітка: таблиця складена за даними джерела

## Населення
За переписом населення України 2001 року в сільській раді мешкали 582 особи.

### Мова
Розподіл населення за рідною мовою за даними перепису 2001 року:
| Мова       | Відсоток |
| ---------- | -------- |
| українська | 99,31 %  |
| російська  | 0,52 %   |
| вірменська | 0,17 %   |